# Sztuka grecka w okresie hellenistycznym

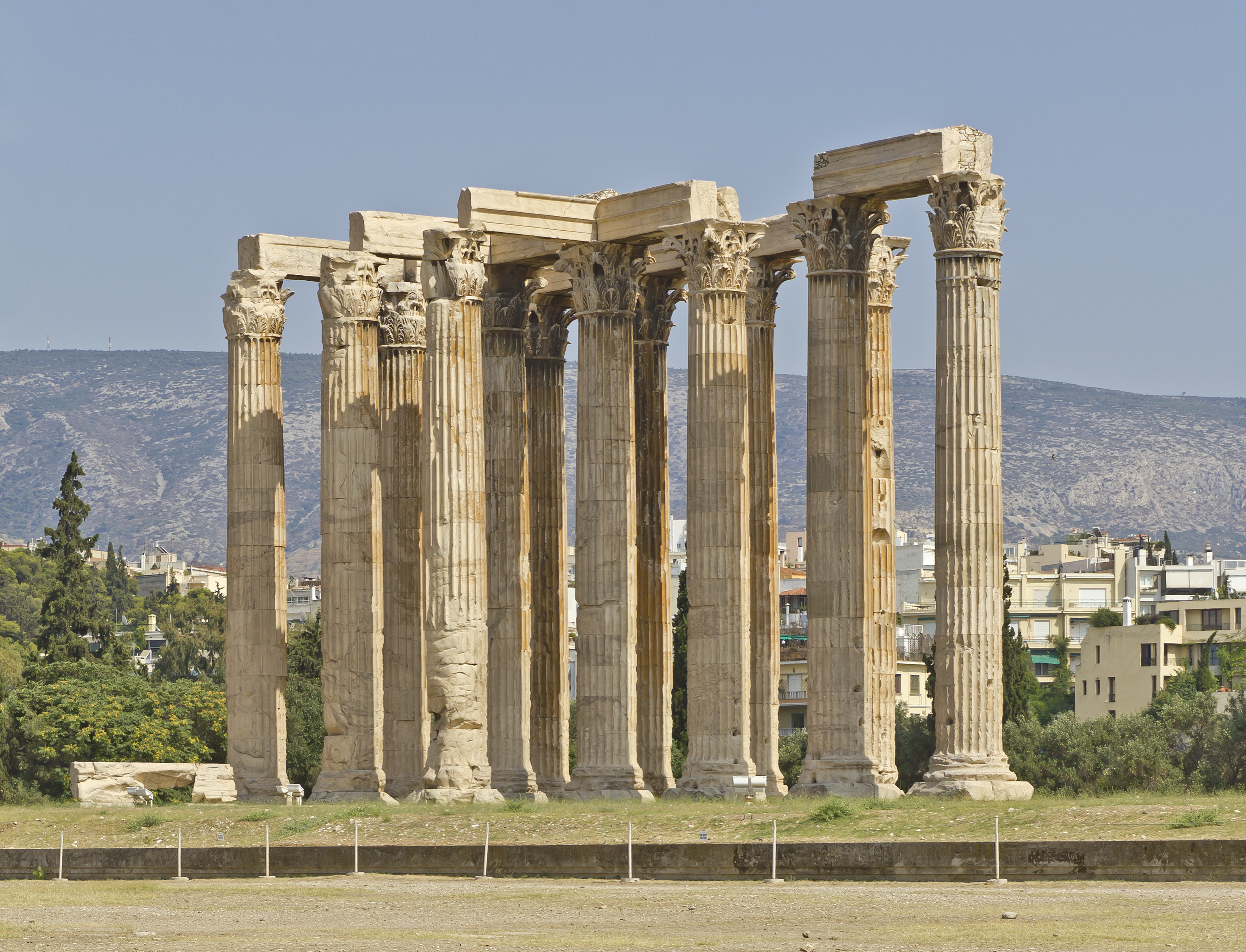
Świątynia Zeusa Olimpijskiego w Atenach, tzw. Olimpiejon (porządek koryncki)

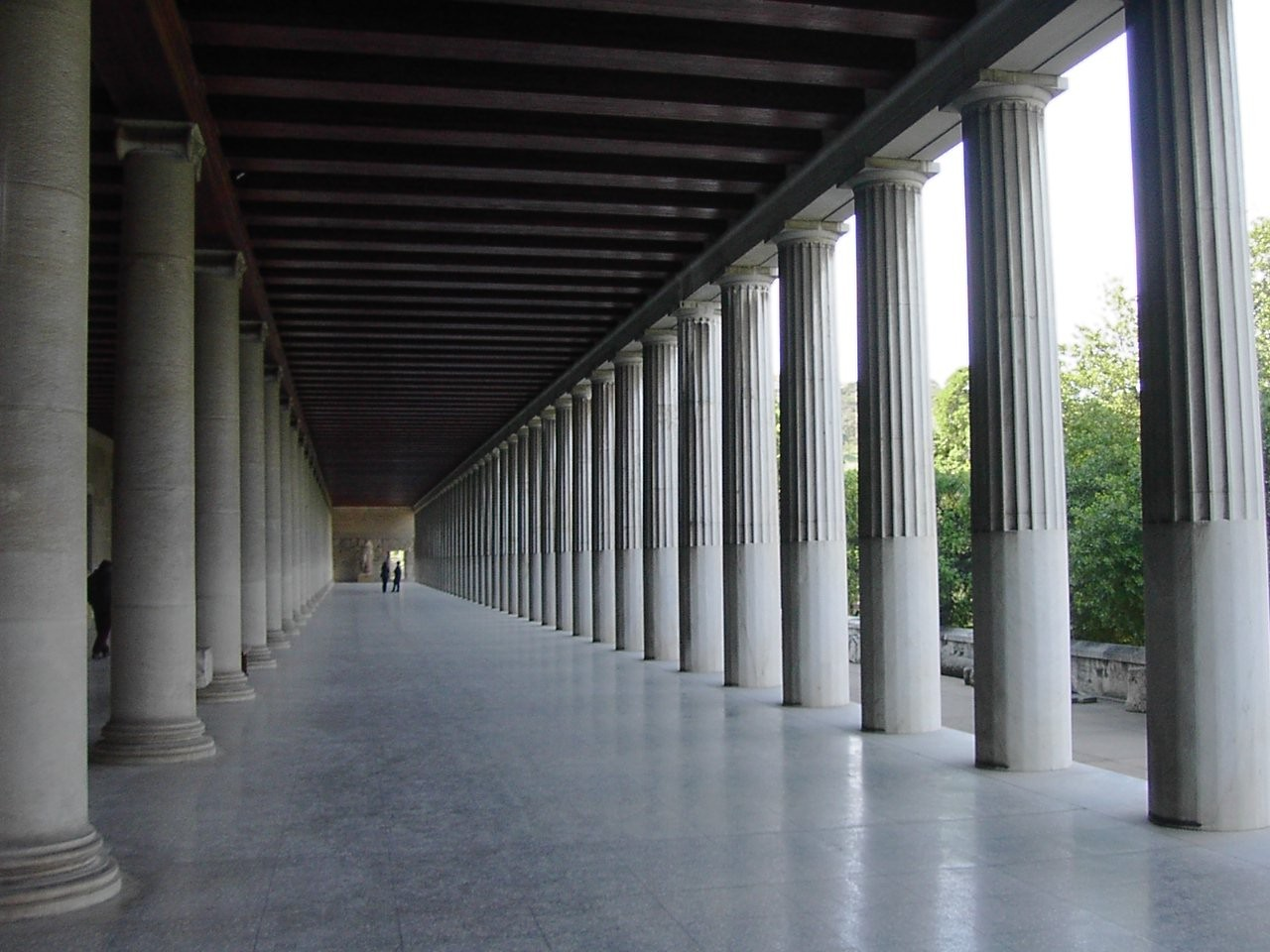
Zrekonstruowany portyk – Stoa Attalosa w Atenach (ok. 140 p.n.e.)

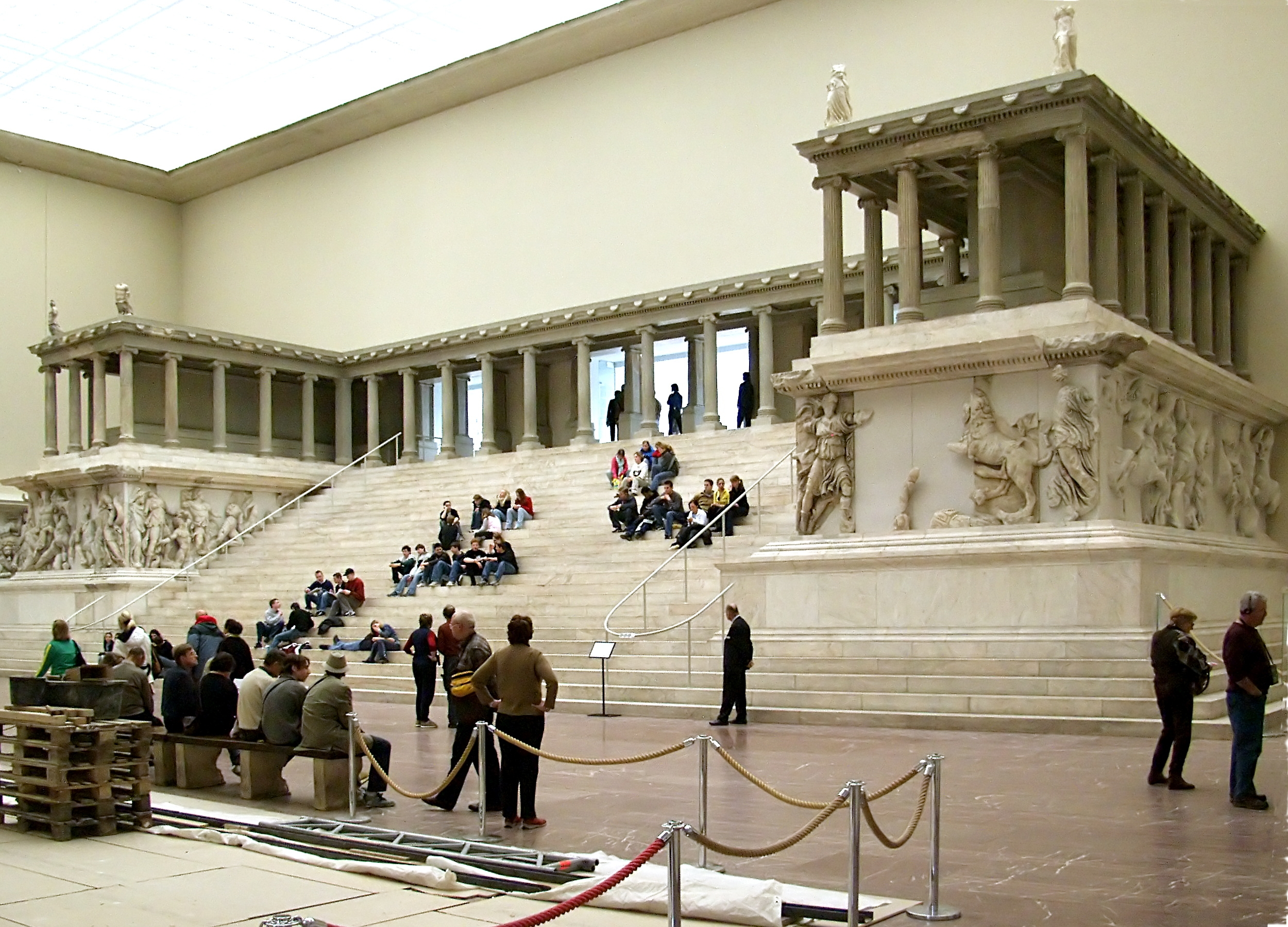
Wielki Ołtarz Zeusa (ołtarz pergamoński) – rekonstrukcja (Muzeum Pergamońskie w Berlinie)

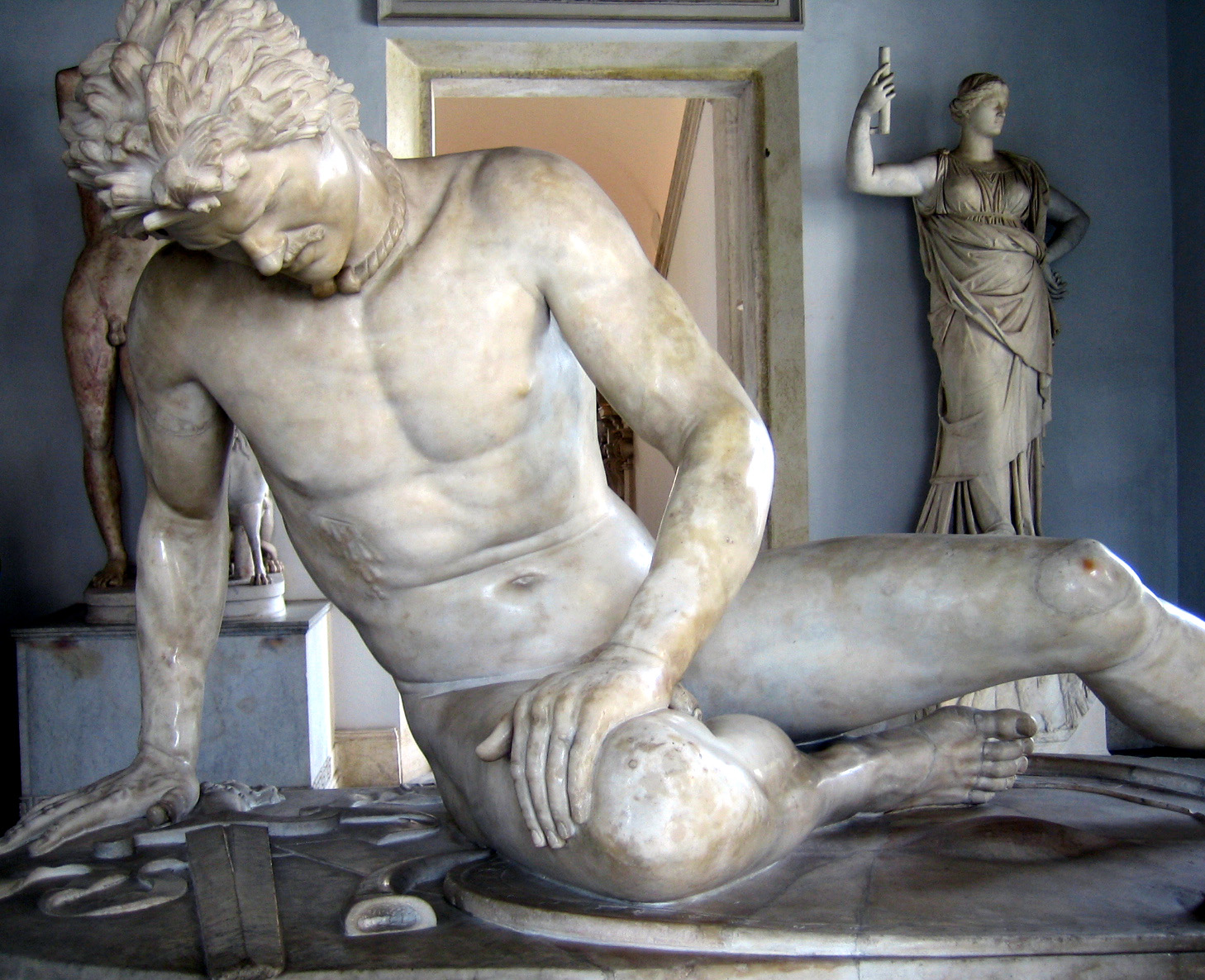
Umierający Gal – rzymska kopia pergameńskiego oryginału (Muzeum Kapitolińskie, Rzym)

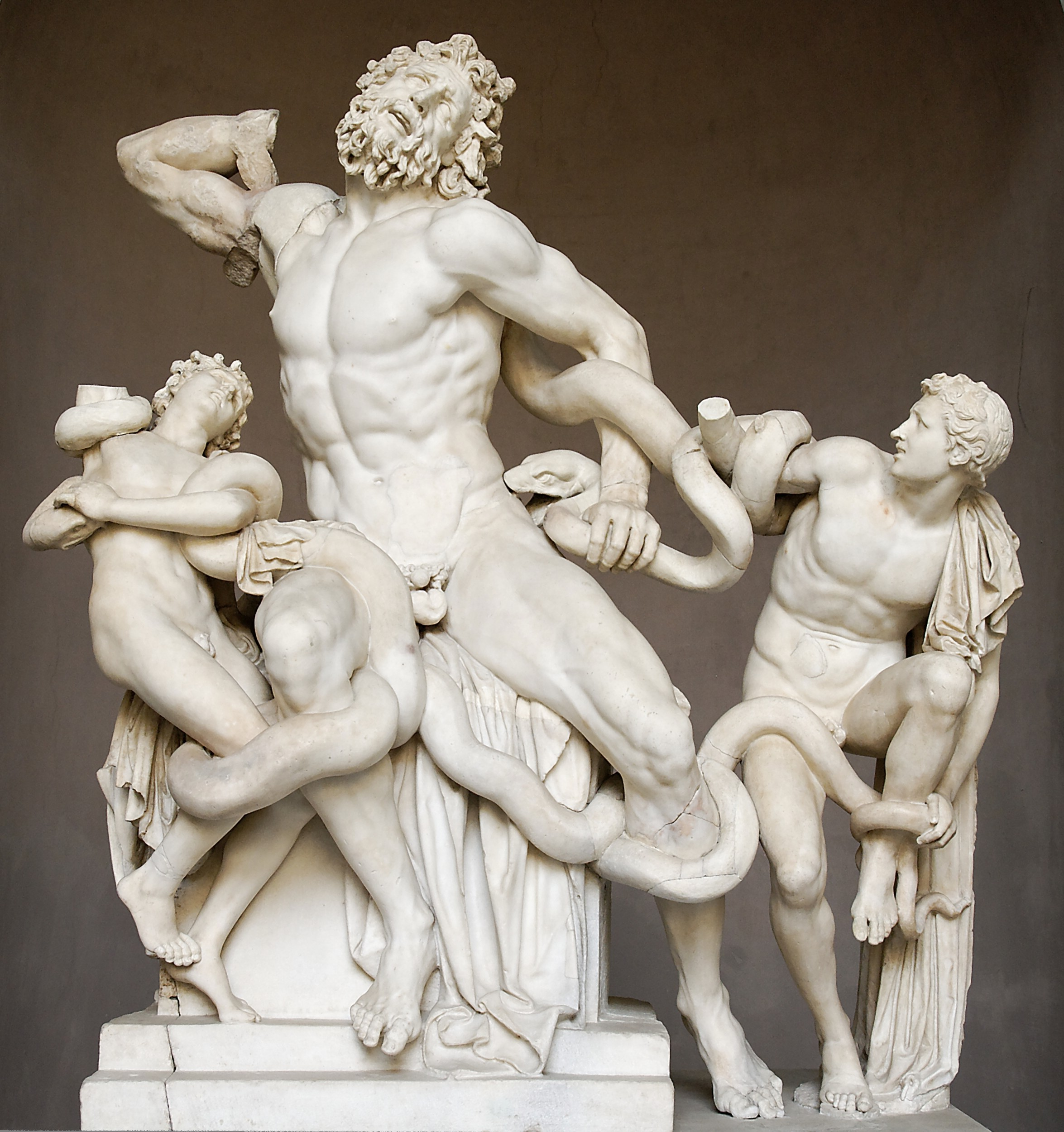
Grupa Laokoona – rzymska kopia rzeźby Agesandrosa, Polydorosa i Atenodorosa (Muzea Watykańskie, Rzym)

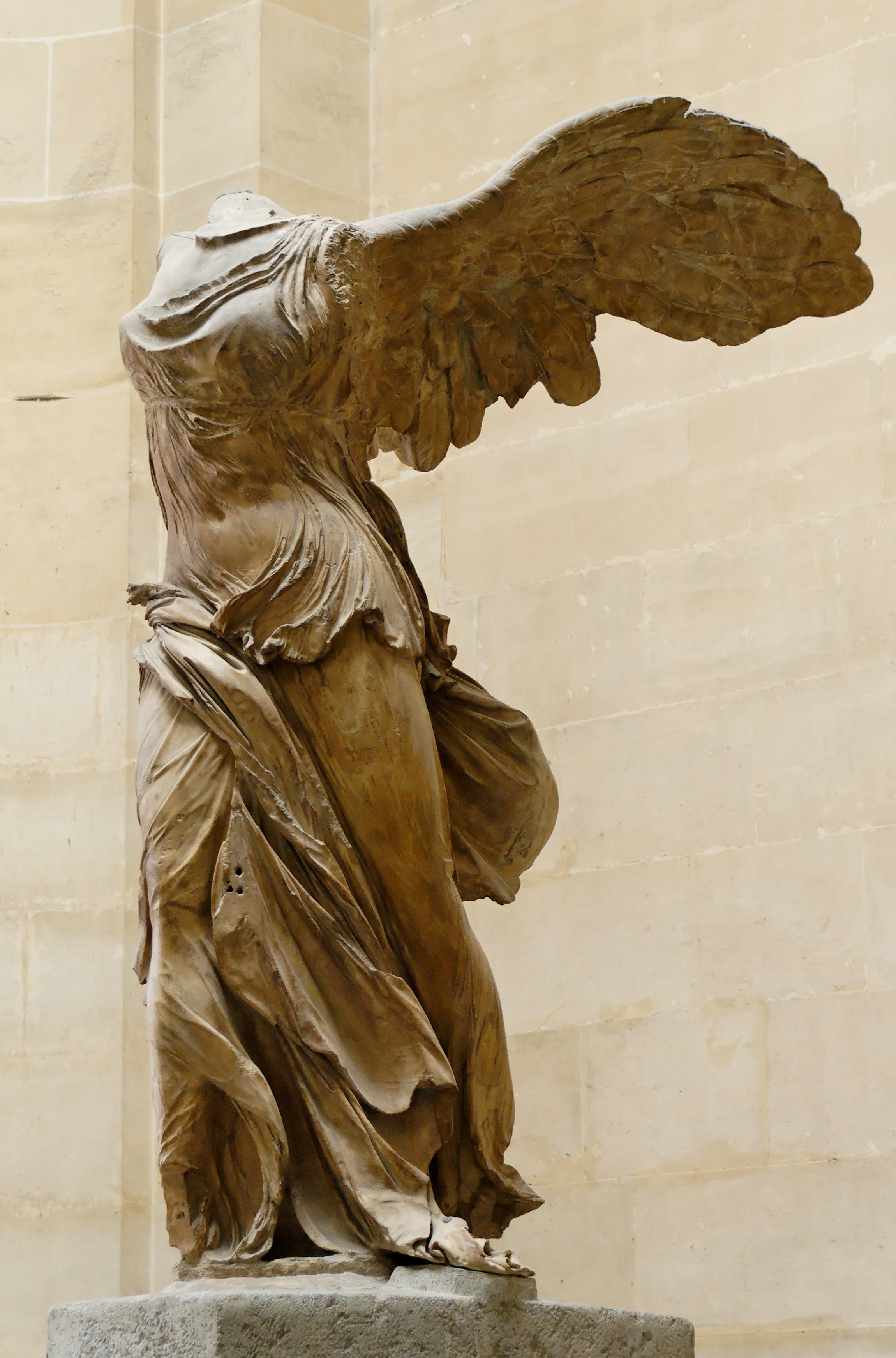
Nike z Samotraki ok. 180 p.n.e. (Luwr, Paryż)

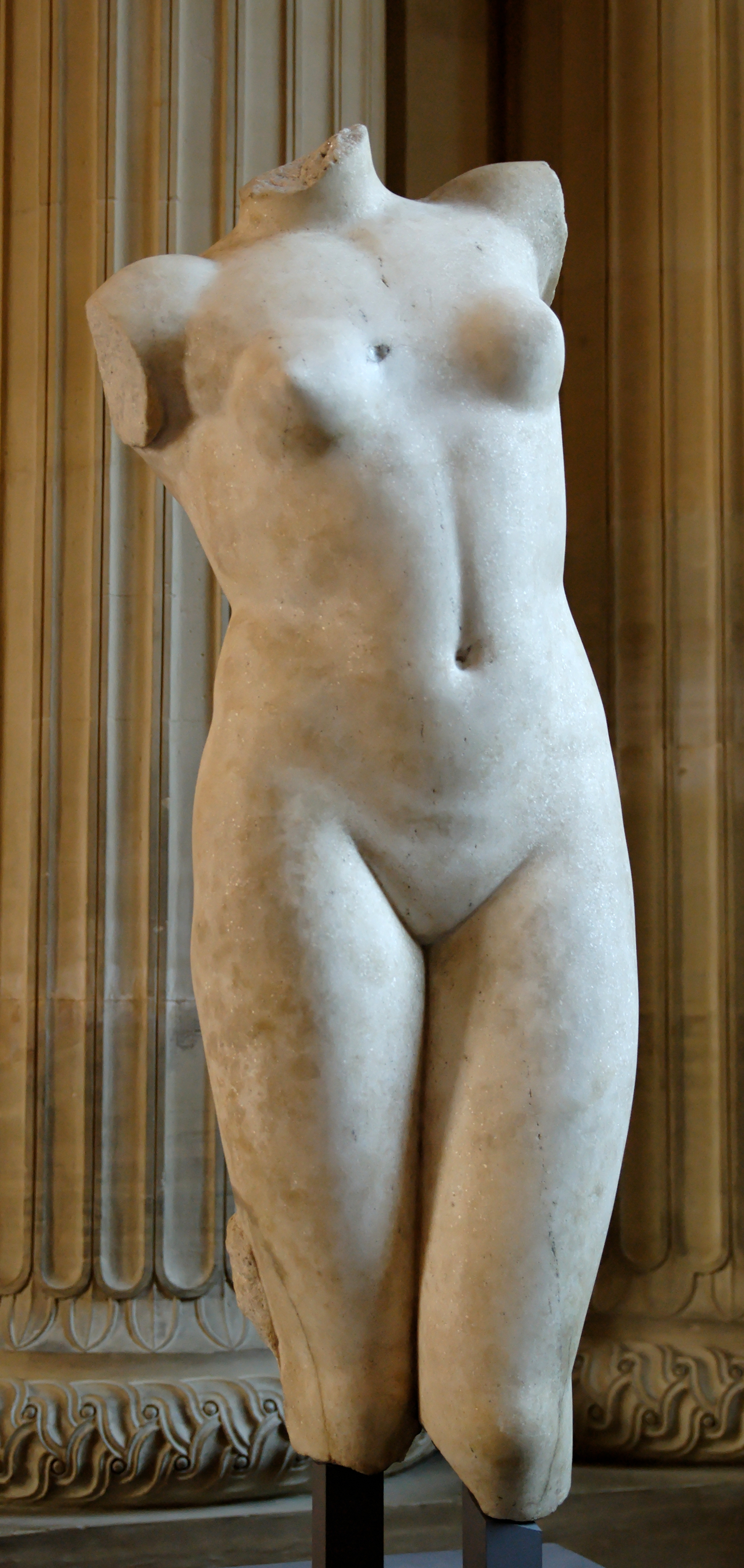
Afrodyta, fragment rzymskiej kopii (Luwr, Paryż)

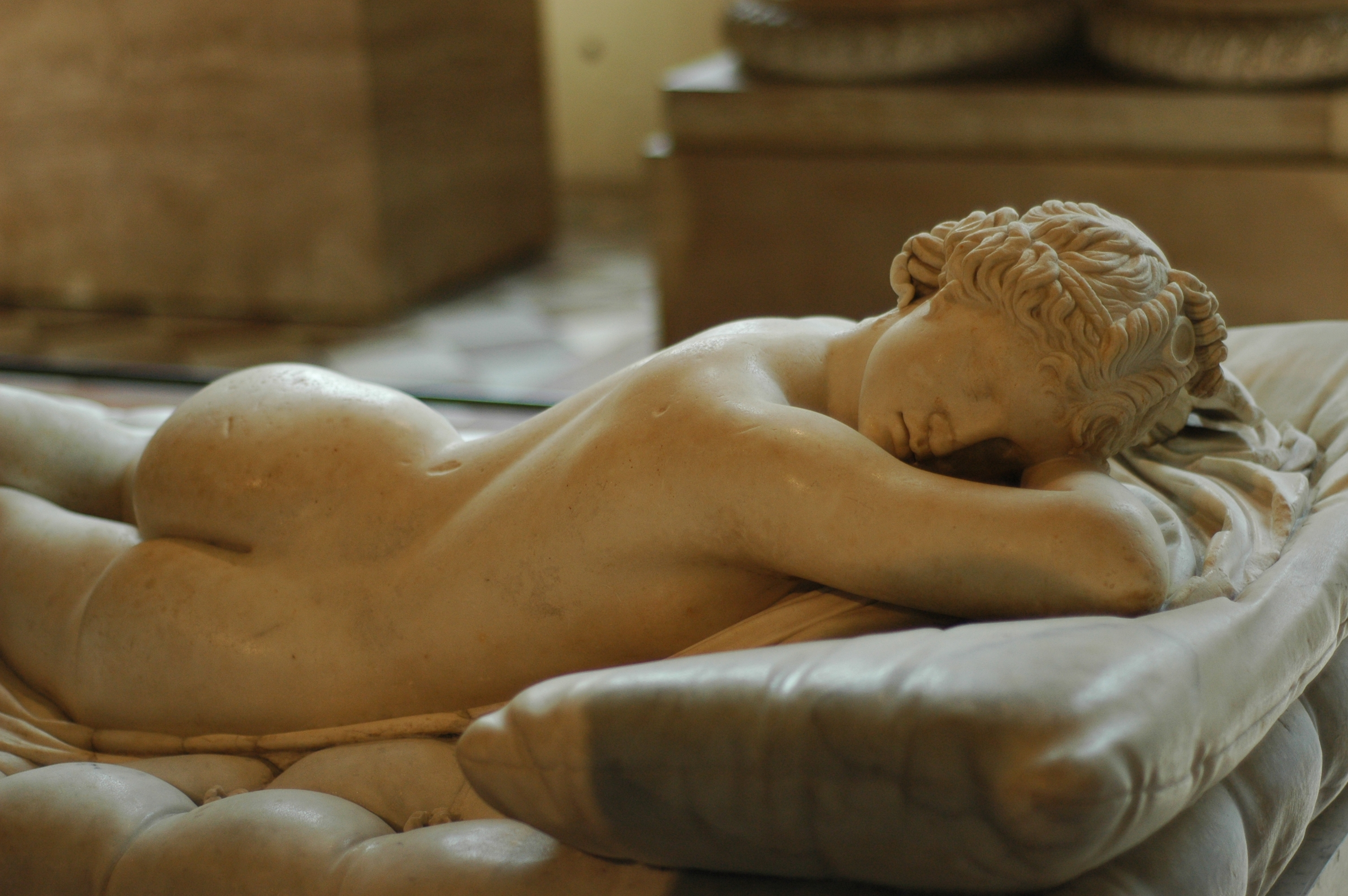
Śpiący Hermafrodyta, fragment rzymskiej kopii (Luwr, Paryż)

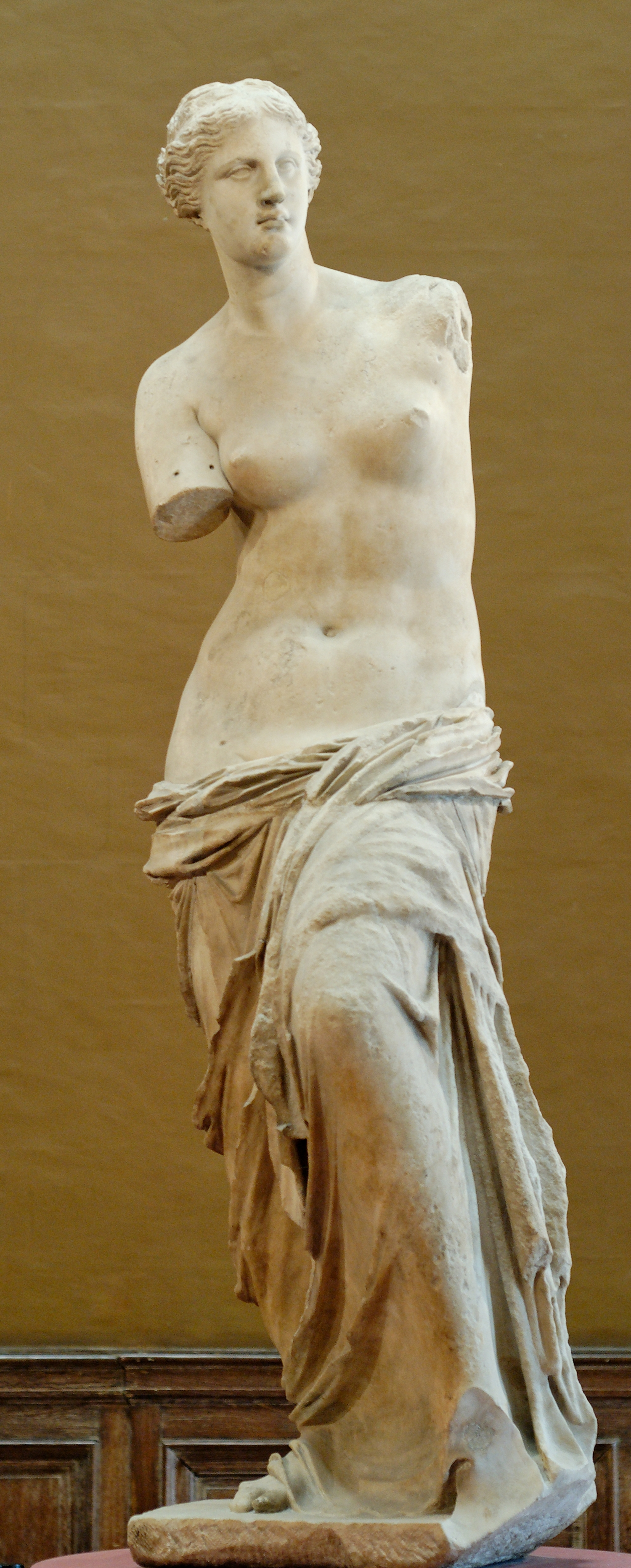
Wenus z Milo (Luwr, Paryż)

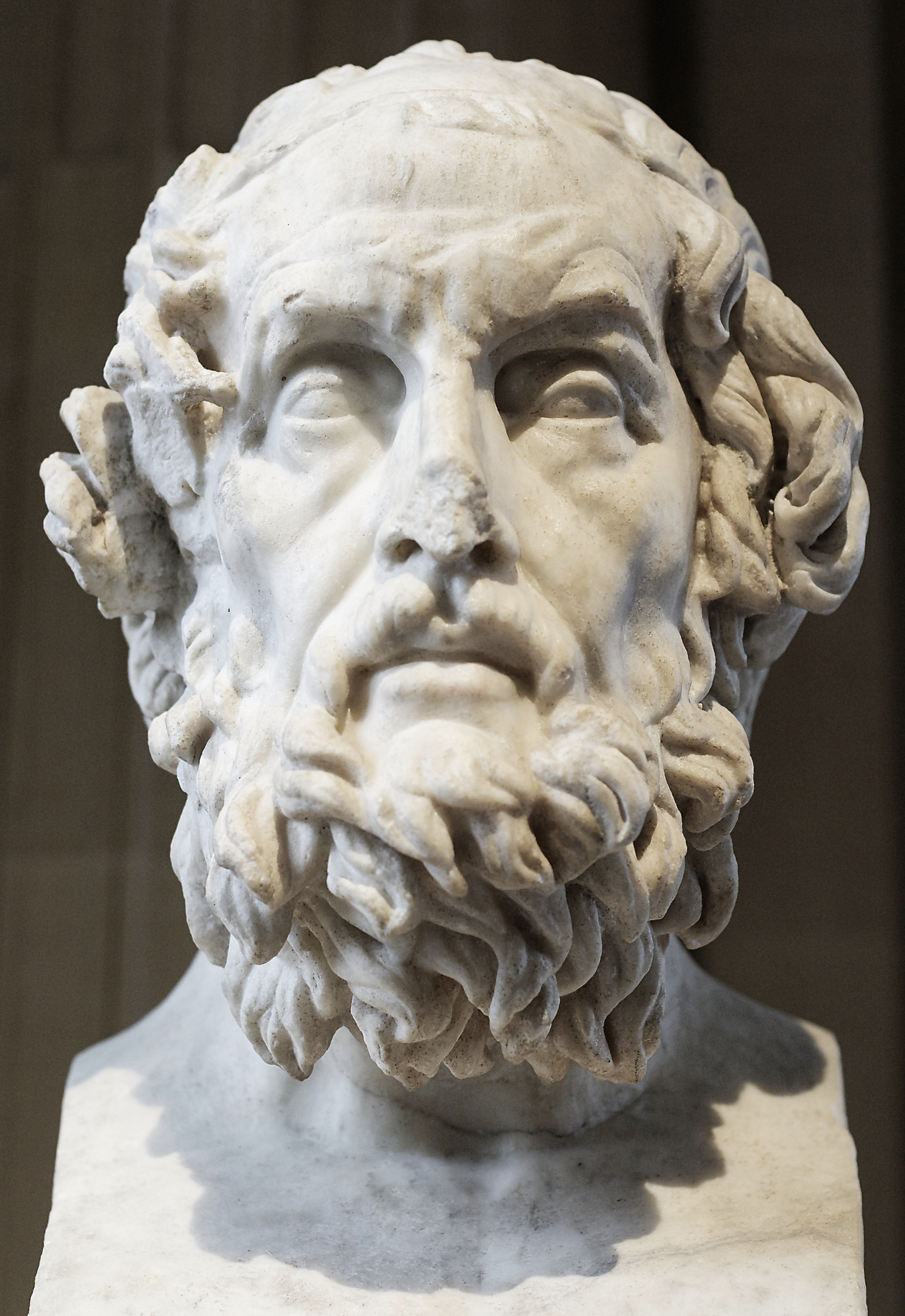
Portret Homera, rzymska kopia rzeźby z ok. 150 p.n.e. (Luwr, Paryż)

Sztuka grecka okresu hellenistycznego – ostatni etap rozwoju sztuki starogreckiej, obejmujący czasy od śmierci Aleksandra Macedońskiego (323 p.n.e.) do przejęcia Egiptu Ptolemeuszy przez Rzymian (30 p.n.e.).
Podboje Aleksandra Wielkiego rozszerzyły zasięg oddziaływania sztuki greckiej na wiele podbitych ziem, mających już wcześniej bogate tradycje kulturowe (np. Egipt, Mezopotamia, Persja czy dolina Indusu). Przenikanie się elementów greckich i orientalnych, a także (w późniejszym okresie) italskich, zdecydowało o dalszych kierunkach rozwoju sztuki hellenistycznej. Liczni jej twórcy wywodzący się z tradycyjnych ośrodków artystycznych Grecji i czerpiący z bogatej spuścizny, poszukiwali nowych form wyrazu, pełniej odpowiadających nowej rzeczywistości. Wraz z ekspansją terytorialną Greków powstały nowe ośrodki twórcze, gdzie miejscowe tradycje wywierały wpływ na tamtejszych artystów.
Nastąpił rozkwit nauk przyrodniczych i filozofii. Zainteresowanie człowiekiem i jego rozwojem osobowym odbiło się w sztuce licznymi portretami ludzi różnej kondycji, wszelkich ras i warstw społecznych; zdrowych, kalekich i starców. W przedstawieniach reliefów i obrazów neutralne tło zastąpiły rozwinięte pejzaże. Klasyczną idealizację wyobrażeń wyparły tendencje naturalistyczne, a klasyczna harmonia ustąpiła miejsca ekspresji oraz kontrastowi piękna i brzydoty.

## Architektura
Architektura tego okresu związana jest w dużej mierze z zakładaniem nowych miast i przebudowywaniem istniejących ośrodków miejskich. Przy rozwiązywaniu układów urbanistycznych przestrzegano zasad opracowanych już w V wieku p.n.e. przez Hippodamosa z Miletu. Jednym z czołowych urbanistów okresu hellenistycznego był architekt macedoński Dejnokrates, projektant Aleksandrii. Nowatorstwo rozwiązań wiązało się, między innymi, z planowaniem – biorącym pod uwagę ukształtowanie terenu, warunki klimatyczne, odległość od szlaków komunikacyjnych oraz możliwości zaopatrzenia w wodę.
Miasta zakładano na geometrycznym planie z wyraźnie zaznaczonymi granicami dzielnic mieszkalnych, handlowych, reprezentacyjnych i terenów rekreacyjnych. Centralnym miejscem była agora, a regularną siatkę ulic prowadzono w prostopadłych kierunkach. Miasta wyposażano w urządzenia wodociągowe doprowadzające wodę do domów oraz w sieć kanalizacyjną. Najważniejszymi budowlami miejskimi były: buleuterion (ratusz, miejsce posiedzeń rady miejskiej), ekklesiasterion (gmach posiedzeń zgromadzeń), stoa wznoszona jako budowla wolno stojąca o zróżnicowanym przeznaczeniu użytkowym albo portyk otaczający agorę, kręgi świątynne czy palestry.
Została wprowadzona także stoa piętrowa (pomysłodawcą takiego rozwiązania był Sostratos z Knidos), w której parter projektowano najczęściej w porządku doryckim a piętro w jońskim. Tak rozwiązano np. Stoę Antigonosa w Delos (ok. 245 p.n.e.) czy też Stoę Attalosa w Atenach (ok. 140 p.n.e.).
W tym czasie powstawały też duże obiekty sportowe – gimnazjony, gmachy bibliotek miejskich (np. w Aleksandrii i Pergamonie), w budowlach teatrów rozbudowywano proskenion, którego część podziemną – hyposkeon wyposażano w portyk. O możliwościach technicznych rozwiązań ówczesnych architektów świadczy wielopiętrowa budowla, jaką była zaliczana do siedmiu cudów świata latarnia morska w Faros. Zachodziły także zmiany w budownictwie rezydencji. Powstawały pełne przepychu pałace, rozbudowane w planie piętrowe budynki o bogatym wystroju malarskim, marmurowych wykładzinach, mozaikach zdobiących posadzki. W mniej bogatych willach okładziny marmurowe zastępowano malarską imitacją.
W architekturze sakralnej nastąpiło ostateczne zerwanie z zasadą tryglifów. Porządek dorycki występował tylko w małych obiektach sakralnych, jako dekoracja budynków świeckich lub w fasadach grobowców. Nowe świątynie budowane były w porządku jońskim lub korynckim. Dodatkowo wzbogacano go przez np. reliefową dekorację baz kolumn, dodatkową kolumnadę (świątynia Apollina w Milecie, Olimpiejon w Atenach).
Oprócz świątyń na planie prostokąta wznoszono także budowle na planie koła (tzw. tolosy). Monumentalną budowlą tego typu jest zbudowany około 270 p.n.e. Arsinejon na Samotrace, tolos o średnicy 20 m z półkolumnami we wnętrzu budowli. Był to ośrodek kultu Kabirów. Inną budowlą założoną na planie centralnym jest zbudowane około 40 p.n.e. w Atenach obserwatorium astronomiczne (Wieża Wiatrów). Jest to budynek na planie ośmiokąta z umieszczonymi na ścianach płaskorzeźbami uosabiającymi wiatry. Na dachu znajdował się ruchomy posąg trytona, wskazujący kierunek wiatru. Zegary słoneczne ulokowane były na wszystkich ścianach, a we wnętrzu budowli umieszczono zegar wodny.

## Rzeźba

### Tendencje ogólne
Rzeźba hellenistyczna, zainteresowana wszechstronnie osobowością człowieka m.in. w aspektach wieku (dzieciństwo, starość), przynależności społecznej (wolni, niewolnicy) i etnicznej, wypracowała w pełni realistyczne formy modelunku, ekspresji i ruchu dla szerokiego repertuaru tematów. Stylowo inspirowana dziełami wielkich mistrzów (głównie Skopasa, Praksytelesa, Lizypa), rozwinęła 3 podstawowe tendencje: tzw. barokową – patetyczną i dynamiczną, rokokową – delikatną i finezyjną oraz klasycyzującą (określaną też jako tradycyjną) – chłodną i akademicką.
Rzeźby okresu hellenistycznego często tworzone były jako wolno stojące. Pozwalało to tworzyć dzieła przestrzenne o wieloplanowej kompozycji. Często spotykane są tematy znane z wcześniejszych przedstawień w reliefie, kompozycje grupowe i pojedyncze posągi o kompozycji zbliżonej do stożka.
Przemieszanie etniczne ludności w epoce hellenistycznej widoczne jest w rysach rzeźbionych postaci. W rzeźbie ukazywane są postacie Greków, Persów, Nubijczyków czy Syryjczyków. Realistycznie oddawane są różnice strojów, fryzur czy uzbrojenia. Częstym tematem są wizerunki młodego Erosa i Afrodyty (do najbardziej znanych wizerunków bogini należy rzeźba zwana Wenus z Milo lub też Afrodyta z Melos powstała około 150–120 p.n.e.). Popularność zyskały przedstawienia bóstw opiekuńczych miast, np. Tyche Antiochii autorstwa Eutychidesa. Bogini ukazana jest jako postać zasiadająca na górze Silpius. Głowę jej zdobi corona muralis, w ręku trzyma kłosy – znak dobrobytu. Nowością, niespotykaną w okresach wcześniejszych, było też częste kopiowanie najsławniejszych dzieł powstałych w okresie hellenistycznych i w okresach wcześniejszych (w V i IV wieku p.n.e.)
Rozwinął się portret rzeźbiarski, który stopniowo pogłębiany psychologicznie osiągnął pełnię realizmu w analitycznych wizerunkach władców i osób prywatnych.

### Szkoły rzeźbiarskie
Obok nadal aktywnych starych ośrodków rzeźbiarskich (głównie w Atenach) powstały nowe w Aleksandrii, Pergamonie i na Rodos. Każdy z tych ośrodków reprezentował odmienne koncepcje stylowe.

#### Rodos
Z ośrodkiem na wyspie Rodos związana była twórczość artystów, autorów znanych kompozycji przestrzennych jak Grupa Laokoona (autorstwa Agesandrosa, Polydorosa i Atenodorosa) i Byka Farnezyjskiego (Ukaranie Dirke) wykonanego przez Apolloniosa i Tauriskosa. Bogactwo skomplikowanej kompozycji, efektów światłocieniowych, precyzja wykonania wiąże te dwie rzeźby z nurtem tzw. "baroku hellenistycznego". Innymi znanymi twórcami związanymi z tą wyspą jest Boetos z Chalkedonu, autor rzeźby przedstawiającej chłopca duszącego gęś; Doidalses – twórca tzw. Afrodyty przykucniętej, rzeźby wielokrotnie kopiowanej na zamówienia Rzymian; oraz nieznany z imienia twórca rzeźby Nike z Samotraki.

#### Pergamon
W Pergamonie rzeźba osiągnęła doskonałość w kompozycjach „barokowych", dynamicznych i ekspresyjnych, o wybujałych formach i silnym światłocieniu. Działalność artystów pergameńskich najbardziej znana jest z dekoracji rzeźbiarskiej wolno stojącego ołtarza poświęconego Zeusowi i Atenie (Wielki Ołtarz Zeusa) z II wieku p.n.e. oraz zachowanych w rzymskich kopiach rzeźb Gal zabijający żonę i Umierający Gal. Te dwie rzeźby to fragmenty pomnika upamiętniającego zwycięstwo Attalosa I nad małoazjatyckimi Galami (Galatami). Cechuje je pełen szacunku stosunek do pokonanych i realistyczne oddanie pełnej patosu sceny. Fryz wewnętrzny Ołtarza Pergameńskiego cechuje rozwinięta w czasach rzymskich narracja ukazania dziejów bohatera Telefosa (tzw. zasada narracji kontynuacyjnej). Postacie reliefu zostały przedstawione na tle pejzażu. Jest to pierwsze przedstawienie płaskorzeźby osadzonej w takiej kompozycji na tak dużą skalę. Wcześniej pejzaż występował w reliefie tylko sporadycznie. Wprowadzono także naturalistyczną interpretację wątków mitologicznych (Marsjasz obdarty ze skóry, ok. 200 p.n.e.) Ze szkołą pergameńską wiąże się również znakomite studia snu, np. Faun Barberini.

#### Aleksandria
Szkoła aleksandryjska specjalizowała się w tematyce dnia codziennego. Miękki modelunek, dokładne polerowanie powierzchni, lekkość i finezja gestów, erotyczne zabarwienie nadały rzeźbom aleksandryjskim specyficzny klimat o niemal iluzjonistycznych efektach. Te cechy skłoniły historyków do nadania rzeźbom szkoły aleksandryjskiej nazwy "antycznego rokoka". Tematyka sielankowa reprezentowana jest przez rzeźby związane z wyobrażeniami Erosa i Psyche, śpiących hermafrodytów. Przykładem rzeźby alegorycznej jest przedstawienie personifikacji Nilu, symbolu dobrobytu miasta. Nil ma postać wspartego na sfinksie starca z rogiem obfitości w dłoni, a bawiące się z krokodylem dzieci umieszczone u jego stóp to najprawdopodobniej symbole dopływów Nilu. Postacie bawiących się dzieci w tej grupie rzeźbiarskiej uważane są za najdoskonalsze przedstawienie dzieci w sztuce hellenistycznej. Rzeźba aleksandryjska to także nurt naturalistyczny ukazujący ludzi starych, kalekich. Najbardziej znane rzeźby to postać starego mężczyzny i starej pijanej żebraczki (której autorem jest Myron z Teb). Przez drobną plastykę zostały spopularyzowane figurki przedstawiające karykaturalne wizerunki kalek i karłów. Ten groteskowy nurt nie ominął postaci bogów ukazując podstarzałą Afrodytę, przebiegłego Hermesa czy pyszałkowatego Aresa.

#### Ateny
W Atenach plastyka, zwłaszcza sakralna, kontynuowała dawne tradycje (np. Temida z Ramnos Chajrestratosa, 295–280 p.n.e.) Z czasem generalne osłabienie inwencji twórczej spowodowało upowszechnienie się akademickiego nurtu tradycyjnego. Z nurtem tradycyjnym związany był Damofon z Messeny, zainspirowany twórczością Fidiasza twórca wielu kolosalnych posągów dla sanktuariów, m.in. grupy bogów: Demeter, Desdemony (Despiny), Artemidy i Anytosa dla świątyni Desdemony w Lykosura. Z tendencją tradycyjną związany był także uczeń Lizypa, Chares z Lindos, twórca posągu Heliosa wykonanego na zamówienie wyspy Rodos (Kolos Rodyjski). Stare dzieła, inspirujące nieco wcześniej m.in. Damofona, stały się w okresie późniejszym podstawą licznych adaptacji (m.in. kompozycje Apolloniosa, Agasiasa), przetworzeń (Wenus z Milo) i kopii, początkowo wykonywanych dla kolekcjonerów greckich, a następnie (od I wieku p.n.e.) – dla rzymskich, zwłaszcza w Italii, gdzie były tworzone techniką punktowania (Pasiteles, Arkesilaos).

## Malarstwo
Malarstwo monumentalne znane jest na ogół z opisów i kopii rzymskich. Popularne były tematy historyczne, rodzajowe dotyczące życia codziennego i mitologii oraz pejzaże i martwa natura. W Aleksandrii tworzył przedstawiciel nowego kierunku zwanego grylloi. Były to przedstawienia karykaturalne, w których pod postaciami zwierząt lub ludzi o cechach zwierzęcych ukazywano sceny mitologiczne lub historyczne, często w formie groteski. Z tym ośrodkiem związane jest wytworzenie jeszcze jednego stylu przedstawień scen rodzajowych, zwanego ryparografią. Cechą charakterystyczną tego malarstwa było wzbogacenie scen rodzajowych np. przez ukazanie pracy w otoczeniu warsztatu, sceny życia codziennego urozmaicano scenami pornograficznymi lub wulgarnymi.
Na zamówienie tworzone były oficjalne portrety, niektóre przetrwały w rzymskich kopiach, np. portret Berenike II jako rzymska mozaika.
Malarstwo ścienne oparte było przede wszystkim na technice temperowej, a sztalugowe na enkaustycznej. Obrazy ścienne zdobiły zazwyczaj wnętrza bogatych domów. Styl inkrustacyjny, polegający na naśladowaniu okładzin z marmuru, znalazł zastosowanie nie tylko przy zdobieniu pomieszczeń mieszkalnych, ale również do dekoracji bogatych grobowców. Wnętrza zdobiono także mozaiką układaną na posadzkach oraz ścianach.
Malarstwo wazowe podupadło wypierane przez dekoracje reliefowe, często uzyskiwane z wyciskanych form. Podstawowe stały się motywy geometryczne i roślinne komponowane w układach pasmowych. Oprócz gotowych form stosowano relief otrzymywany przy pomocy stempli, którymi wyciskano wzory układane w pasy o bardziej różnorodnych niż forma układach. Oprócz wzorów geometrycznych stosowano umieszczane we wnętrzach naczyń medaliony z popiersiami bóstw lub scen erotycznych. Dekoracja naczyń ceramicznych często była wzorowana na reliefie zdobiącym naczynia wykonywane z metalu, które wraz ze wzrostem zamożności i zamiłowaniem do przepychu stawały się coraz popularniejsze.
Za największego malarza waz okresu hellenistycznego uchodził Apelles, który miał godnego rywala w osobie Antyfilosa z Aleksandrii.
Po upadku ostatniej monarchii hellenistycznej greccy artyści pracowali dla nowych odbiorców – Rzymian. Sztuka grecka stała się jednym z elementów leżących u podstaw rozwoju sztuki rzymskiej. O jej sile świadczy także wpływ, jaki wywarła na sztukę bizantyńską i renesans.